# 필로드렙파니움과
필로드렙파니움과(Phyllodrepaniaceae)는 참이끼목에 속하는 이끼과의 하나이다.

## 하위 속
- Drepanophyllum - D. semilimbatum
- Mniomalia  - M. semilimbata (동남아시아), M. viridis (중앙아메리카, 남아메리카)
- 필로드렙파니움속 (Phyllodrepanium) - P. falcifolium : 중앙아메리카, 남아메리카